# El Perro (Valledupar)
El Perro (También llamado San Martín) es uno de los centros poblados del municipio colombiano de Valledupar, ubicado en su zona sur, entre el piedemonte de la Sierra Nevada de Santa Marta y el río Cesar, en el departamento del Cesar.

## Geografía
Limita hacia el norte con el centro poblado Los Venados; hacia el occidente limita con el municipio de Bosconia; Al sur y oriente limita con el centro poblado Guaymaral.
El centro poblado también hace parte de la cuenca del río Cesar. El territorio es atravesado por el río Guaymaral, el cual es tributario del río Cesar.

## Historia
Durante la época precolombina, la región que actualmente conforma el centro poblado El Perro, fue dominada por los indígenas de la etnia Chimila. Con la llegada de los colonizadores españoles a la región a mediados del siglo XVI, la zona fue convertida en fincas o sabanas comunales para el pastoreo de ganado. Los indígenas fueron diezmados o desplazados hacia las estribaciones de la Sierra Nevada de Santa Marta.
El primer poblador en la zona fue Hospicio López, quien era propietario de una finca que tenía como afición la cría de perros. Varios de los campesinos que trabajaron para López, construyeron humildes viviendas de bahareque en las sabanas comunales cerca a la finca 'El Perro'. Los campesinos nombraron el caserío como la finca. Estas familias llegaron de caseríos vecinos, también dedicadas al campo, como Los Venados y El Paso.
En 1994 por petición de la Junta de Acción Comunal al concejal de Valledupar, Tomás Darío Gutiérrez. El concejal Gutiérrez presentó el proyecto al concejo de Valledupar y luego fue aprobado por el alcalde Rodolfo Campo Soto que elevó la vereda El Perro a la categoría de centro poblado, bajo Acuerdo Municipal 005 del 9 de marzo de 1994.

## Economía
La economía de El Perro se basa principalmente en la ganadería y la agricultura. Las fincas de esta región produce maíz, yuca, sorgo y algodón.

## Cultura
Los habitantes de El Perro celebran la fiesta del patrono San Martín de Porres, que se celebra cada año a principios de noviembre. Las celebraciones cuentan con presentaciones de agrupaciones de música vallenata.